# Госпа од здравља у Сплиту
Црква и манастир Госпе од Здравља или манастир Свете Марије од Здравља у Сплиту једна је од фрањевачких манастирских цркава (од 1946. и жупна) првобитно назван Јављења Пресвете Богородице.
На истом месту црква је три пута грађена: 1731.–1732. (као мања једнобродна црква са три олтара), 1771. године (као већа једнобродна црква са пет олтара) и 1937. године (као тробродна црква са девет олтара). Од старе цркве до данас сачуван је једино барокни звоник. Манастирско здање је проширено почетком 1990-их када је у њему отворена пинакотека.

## Положај
Црква и манастир Госпе од Здравља налази се у сплитском предграђу Добри на северној страни Трга Гаје Булата, источно од зграде Хрватског народног казалишта у Сплиту, Република Хрватска.
Предграђе Сплита Добри у коме је изграђена црква име је добило тако што је у... 18. веку у Сплиту било много бунара, али само у два бунара није се мешало море и вода за пиће. Један бунар се налазио у Граду, а други ван зидина. Била је то слатка или добра вода, како су Сплићани називали питку воду, која је одредила два слична дела града. Тако се место пијаће воде у граду звало Добрић, а ван града Добри.

## Историја
Када су турске војне снаге напале Далмацију 1715. године у Цетинској крајини група фрањеваца склонила се у Сплит. Настанили су се у кући близу цркве Светог Филипа. Како су ове просторије биле неподесне, брзо су изнајмили кућу у сплитском приградском насељу Добри и привремено се у њој настанили. Потом су 1717. године прешли у хоспицију поред цркве Госпе од Појишана, и 1718. године. почели да града манастир. Због парнице са каптолом обуставили су градњу и одустали од смештаја у Појишану. Већина фрањеваца се вратила у Сињ, а тројица су остала у Добри.

### Црква из 1732.
Када је кућу у Добри 1723. године каптол у Пожеги прогласио за дом Благовештења Маријиног или Свете Марије, фрањевци су 1729. године. купили две куће и башту код општинског бунара „добра вода“ у насељу Добри и на том месту од 1731.–1732. саградили манастир и цркву као мању једнобродну грађевину са три олтара.

### Црква из 1771
Како је црква била мала камен темељац за нову грађевину положен је 29. септембра 1759. године, а градњу је од фебруара 1768. до маја 1770. године водио сплитски неимар Петар Мангер. Црква која је коначно заврђена 1771. године имала је пет олтара: у апсиди (на северној страни цркве) био је главни олтар. У олтарским удубљењима, која чине продужетке бочних зидова, постојали су бочни олтари: Богородичин, Светог Фрање Асишког и Светог Пашкала Баилна и Светог Антона од Падове.
Године 1771. црква је сређена изнутра, па је могла бити благословена 21. новембра 1771. године. Црква је  1765. године прво добила назив Јављења Пресвете Богородице а од 1767. године носи назив манастир Свете Марије од Здравља или Госпе од Здравља.
Пошто је манастир био мали, крајем 18. века подигнута је зграда, са друге стране цркве, за израду верских добара. За време француске владавине 1806. године почела је изградња два лука до цркве, који су спајали манастир са црквом, а 1862. године подигнута је зграда изнад сводова цркве. 
Између манастира и цркве подигнут је 1846. године звоник Госпе од Здравља у касноренесансном стилу по пројекту сплитског архитекте и конзерватора Вицка Андрића.
Када је 1888 провинцијска канцеларија премештена из Шибеника у Сплит, манастир је постао скучен и зато је 1896. године зграда подигнута за још један спрат.
Од 1888 у манастиру постоји покрајинска канцеларија са широким спектром делатности.
Фрањевци у Сплиту од самог почетка обучавали су кандидате за средњу школу коју је водио „магистар инвенум“. Од 1748. године у манастиру је почела да се учи филозофија, која је трајала до аустријске школске реформе (19. век). Осим тога, од 1733. године богословија се предавала повремено, али редовно тек од 1754. године.

### Црква из 1937.
Како је побожност Госпи од Здравља све више расла, а Сплит растао, почела се размишљати о изградњи веће цркве на месту постојеће барокне цркве из 18. века, чија величина није одговарала потребама верника. Због бројних несугласица око понуђених пројекта, управа светилишта је била принуђена да ангажује новог пројектанта Лавослава Хорвата (Загрепчанин), једног од блиских сарадника Ивана Мештровића, који је израдио неколико варијанти пројекта будуће цркве у модернистичком стилу,  ширине 22, дужине 36 и вине12,5 метара.
Градња треће цркве на Добром по пројекту архитекте Лавослава Хорвата, као први примерак хрватске модерне сакралне архитектуре, почела је на дан прославе 200. годишњице прве Госпине помоћи граду Сплиту, захваљујући гвардијану фра Анти Црници. Камен темељац за нову цркву благословио је 21. новембра 1931. године Архиепископ београдски Рафаило Родић. Цркву је освештао 25. априла 1937. године бискуп сплитско-макарски Квирин Клемент Бонефачић.
Данас је то манастирска и парохијска црква, правоугаоног облика, подигнута на 18 стубова, саланског стила у којој су презвитеријум и три брода спојени у заједничку целину. Олтар Светог Јосипа израдио је клесар Антун Франк из Сплита користећи делове главног олтара из старе цркве. На олтару, 6. августа 1938. годинеподигнута је статуа Пресветог Срца Исусовог.
Олтар Госпе од здравља израдио је вајар Јосип Баришковић из Сплита 1900. године.
На северној зидној површини, иза главног олтара Иво Дулчић је 1958. године израдио фреску Христа Краља.
Године 1961. постављене су у пространој певници оргуље.
Манастир поседује библиотеку од око 3.000 примерака вредних рукописа и књига. Након изградње новог манастира, основана је и пинакотека намењена за организовање изложби и предавања.
Покрајински архив, основан је 1972. године, налази се под заштитом државе.

### Доградња манастира
Након дугих и тешких припрема, започетих 1969. године, почела је 1984. година, у време провинцијалног фра Шимуна Шипића, изградња новог манастира по пројекту архитекте Славена Рожића. После великих одрицања целе заједнице, манастир је 1986. године био спреман за усељење. Испред њега је 1990. година постављен бронзани споменик фра Филипа Грабовца, који кажипрстом показује ка цркви у којој се слави слава, рад академског вајар Стипе Сикирице.